# Super Mario Galaxy 2
Vous lisez un « bon article » labellisé en 2011.
Super Mario Galaxy 2 (スーパーマリオギャラクシー2, Sūpā Mario Gyarakushī Tsū) est un jeu vidéo de plateformes développé par Nintendo EAD Tokyo et édité par Nintendo sur Wii. Il est dévoilé à l'E3 2009 et constitue la suite de Super Mario Galaxy. Il est sorti le 23 mai 2010 en Amérique du Nord, le 27 mai 2010 au Japon, le 11 juin 2010 en Europe, le 1er juillet 2010 en Australie et le 20 janvier 2011 en Corée du Sud. Il s'agit du quatrième jeu de plates-formes en trois dimensions dans la série principale des Super Mario, après Super Mario 64, Super Mario Sunshine et Super Mario Galaxy.
L'histoire suit Mario dans sa poursuite dans l'espace de Bowser, qui capture la princesse Peach et prend le contrôle de l'Univers grâce à des étoiles. Mario devra donc voyager dans différentes galaxies pour retrouver ces étoiles, puis aller au centre de l'Univers afin de sauver la princesse. Le jeu ne devait être au départ qu'une simple amélioration de Super Mario Galaxy, avec peu de modifications et un temps de développement estimé à un an. Cependant, il est plus tard décidé que ce serait une suite à part entière et le développement dure finalement deux ans et demi. Par rapport au premier épisode sont ajoutés des environnements dynamiques, de nouveaux power-ups et surtout la possibilité de monter Yoshi.
À sa sortie, Super Mario Galaxy 2 est très largement acclamé par les critiques et il est classé comme l'un des meilleurs jeux vidéo de tous les temps par des sites compilateurs de notes comme GameRankings et Metacritic. Il est en outre l'une des meilleures ventes de la Wii, avec 7,67 millions d'exemplaires vendus dans le monde en 2015.

## Trame

### Histoire
Le jeu commence là où finit Super Mario Galaxy, lorsque la Princesse Peach invite Mario à manger un gâteau au Festival des Étoiles, un événement se déroulant une fois par siècle et où une pluie d'étoiles filantes apparaît dans le ciel du Royaume Champignon. Sur son chemin, Mario rencontre un Luma, qui se lie immédiatement d'amitié au plombier et qui lui confère le pouvoir des étoiles. Peu après, Bowser, l'ennemi juré de Mario, apparaît dans une taille immense après avoir avalé une grande étoile, et attaque le château de la princesse Peach. Après l’avoir enlevée, Bowser s'enfuit dans l'espace afin de recréer son empire au centre de l'univers. Une fois envoyé dans l'espace, Mario prend le contrôle du Vaisseau Mario, un planétoïde qui a la forme de la tête de Mario, construit par Lubba, le Luma capitaine et qui est alimentée par des super étoiles. Sa mission est de voler à travers l'espace à la recherche de la Princesse Peach et d'aider Lubba à récupérer les super étoiles. Pendant son voyage, Mario rencontre d'autres Lumas qui se joignent à lui, ainsi que Yoshi, la brigade de recherche Toad, déjà présente dans Super Mario Galaxy, et son frère Luigi.
Après avoir collecté assez d'étoiles, le Vaisseau Mario atteint la forteresse principale de Bowser, qui draine l'énergie de ce qui semble être une comète. Mario entre dans le château de Bowser et l'affronte afin de récupérer la dernière grande étoile. Ensuite, Harmonie et son observatoire de la comète, présents dans le volet précédent de la série, apparaissent devant Mario et la Princesse Peach. Harmonie remercie Mario d'avoir veillé sur le Luma qu'il avait trouvé, ce dernier retournant à l'observatoire avec la casquette du plombier. Mario et ses amis rentrent au Royaume Champignon pour célébrer leur victoire. Le jeu se termine avec tout le monde faisant la fête devant un énorme gâteau vers le château de la Princesse Peach et l'observatoire de la comète volant à travers le ciel.

### Personnages
Contrairement au premier opus, Luigi est dorénavant jouable dès le début du jeu (après avoir achevé quelques galaxies). Il n'apparaît cependant pas toujours. Pour pouvoir l'incarner à sa guise, le joueur doit terminer le monde 6. Des œufs de Yoshi sont aussi présents dans un certain nombre de niveaux. Pour que Yoshi en sorte et soit utilisable, le joueur doit frapper l'œuf. Yoshi a un rôle semblable à celui qu'il avait dans Super Mario Sunshine ou dans Super Mario World mais il a de nouveaux pouvoirs qui changent sa couleur et ses capacités. Les Lumas et le bébé Luma blanc du 1er opus sont aussi présents. Ils tiennent le même rôle que dans Super Mario Galaxy. Lubba, un gros Luma violet, est le cocapitaine du vaisseau de Mario. Lubba a le même rôle que Chocosta dans le premier opus.
Bowser est l'ennemi principal du jeu. La puissance des étoiles lui a permis de grandir considérablement. Son fils, Bowser Jr., est lui aussi de la partie pour ralentir la progression de Mario et de Luigi. La brigade de recherche Toad refait son apparition dans Super Mario Galaxy 2. Le Toad rouge est le capitaine du groupe, mais surtout un peureux lâche et égocentrique. Le Toad jaune est fainéant et enfantin. Le Toad bleu est la personne intelligente du groupe. Le Toad violet est facteur, et le Toad vert est banquier (ses accessoires évoluent en fonction du nombre d'éclats d'étoile stockés par le joueur). Quant à la princesse Harmonie, lors de la cinématique de fin, on peut l'apercevoir avec l'observatoire au second plan, vous remerciant d'avoir ramené sain et sauf le Luma blanc. Enfin, lorsque le joueur récupère toutes les supers étoiles, Harmonie vient rendre visite à Mario sur son vaisseau. Il y a également l'esprit cosmique (qui ressemble à Harmonie) qui vous vient en aide si vous perdez un certain nombre de vies.

## Système de jeu

### Généralités
Le gameplay de Super Mario Galaxy 2 est très similaire à celui de Super Mario Galaxy, l'accent étant mis sur le côté plate-forme et les planètes de tailles, de thèmes et de paysages variés en 3D. Le joueur contrôle Mario, puis plus tard dans le jeu, Luigi, qui ont chacun une variété de capacités physiques. Comme le précédent opus, l'objectif du jeu est de se rendre dans les différentes galaxies afin de collecter des étoiles d'énergie, qui sont attribuées en terminant les niveaux et en accomplissant des missions. Ces étoiles permettent d'ouvrir l'accès à d'autres niveaux. Le jeu conserve une grande partie du gameplay de son prédécesseur, comme le pointeur étoile bleu, qui permet au joueur de ramasser des fragments d'étoiles et de les envoyer sur les ennemis, des niveaux dans lesquels Mario utilise une boule d'équilibre ou encore utilisant un plan en 2D, ainsi que la gravité inversée.

### Cadre et conception des niveaux
Le joueur peut se rendre dans les galaxies de Super Mario Galaxy 2 à l'aide d'une carte, système utilisé dans d'autres jeux de la série Mario comme Super Mario World ou New Super Mario Bros. Wii. La carte peut être utilisée grâce à un curseur en forme de planète nommé vaisseau Mario en raison de sa forme semblable à celle de la tête de Mario. La carte, qui peut être consultée à tout moment, s'agrandit lorsque de nouvelles aptitudes sont obtenues. Le jeu contient quarante-neuf galaxies disséminées en sept mondes différents. La difficulté augmente au fur et à mesure que Mario progresse dans les mondes. Les six premiers mondes se terminent par un niveau de boss contre Bowser ou son fils, Bowser Jr.. Lorsqu'ils sont vaincus, Mario peut se rendre au monde suivant. Une fois que Mario a rassemblé les 120 étoiles d'énergie, 120 nouvelles étoiles sont déverrouillées. Ces étoiles vertes peuvent être cachées ou situées dans une zone difficile d'accès, demandant de la part du joueur une grande précision et une longue exploration qui peut entraîner la mort de Mario à la moindre erreur. L'acquisition des 120 étoiles vertes permet d'ouvrir l'accès à la quarante-neuvième et dernière galaxie où deux défis particulièrement difficiles attendent Mario. Au total, Mario doit collecter 242 étoiles disséminées dans l'univers de Super Mario Galaxy 2.
La plupart des niveaux de Super Mario Galaxy 2 offrent chacun une tâche unique basée sur le thème du niveau et utilisent de nombreux environnements dynamiques qui changent ou alternent entre les différents états de Mario. Par exemple, certains environnements voient leur rythme de musique de fond changer lorsqu'il y a une modification de la direction de la gravité, l'apparition ou la disparition de plates-formes ou encore l'arrêt du temps grâce à un interrupteur spécial. Les comètes farceuses, qui proposaient des défis difficiles dans le premier opus, apparaissent dorénavant de manière aléatoire dans les galaxies, exigeant alors l'obtention d'une Médaille comète dans une galaxie pour que la comète farceuse apparaisse. De plus, les comètes farceuses sont devenues plus banales et offrent un certain nombre de variations alors que dans Super Mario Galaxy, seulement cinq variations exclusives sont disponibles. Les comètes farceuses dans Super Mario Galaxy 2 proposent des défis qui se combinent parfois, par exemple, vaincre tous les ennemis du niveau, collecter cent pièces violettes, finir le niveau dans un temps imparti ou encore en évitant les clones chaotiques, des doubles de Mario qui imitent tous ses faits et gestes. Enfin, les environnements aérodynamiques et les comètes farceuses offrent des défis nécessitant stratégie et précision, comme la résolution d'un puzzle.

### Pouvoirs
Toutes les transformations du premier opus, à part Mario de glace et Mario volant, font leur retour dans Super Mario Galaxy 2. Trois nouvelles transformations inédites s'ajoutent à celles-ci : Mario foreuse permet au joueur de creuser et traverser des planètes et réapparaître de l'autre côté ; la transformation Mario de pierre permet à Mario de foncer à travers tous les obstacles qu'il trouve dans son chemin et Mario nuage permet de créer des plates-formes temporaires dans les airs. Toutes les transformations de Mario peuvent s'appliquer à Luigi.
Mario peut également chevaucher le dinosaure Yoshi, disponible dans quelques niveaux. Lorsque le joueur utilise Yoshi, le pointeur étoile bleu est remplacé par un point rouge, qui permet à Yoshi d'attraper des objets avec sa langue. Le dinosaure peut également utiliser sa langue pour se balancer à travers les fossés, tirer des leviers ou encore avaler des ennemis puis les recracher tels des projectiles. Yoshi dispose de trois transformations qui lui donnent des pouvoirs temporaires, qui lui sont accessibles en mangeant certains fruits. Le piment turbo rend Yoshi beaucoup plus rapide, lui offrant ainsi la possibilité d'emprunter les pentes verticales, ou même de marcher sur l'eau un court instant ; le fruit ballon permet à Yoshi de s'élever dans les airs jusqu'à ce qu'il se dégonfle de lui-même ou touche un ennemi et le fruit lumière permet à Yoshi de voir des plates-formes invisibles et de marcher dessus.

### Aides et mode multijoueur
En raison de la difficulté accrue du jeu par rapport à son prédécesseur, Super Mario Galaxy 2 offre des fonctionnalités qui aident les joueurs inexpérimentés ou en échec. La plus importante d'entre elles est le guide cosmique, similaire à celui de New Super Mario Bros. Wii. Ce dernier apparaît lorsque le joueur échoue plusieurs fois dans un même niveau : Mario est ainsi contrôlé automatiquement par la console qui termine elle-même le niveau. À la suite de cela, Mario obtient une étoile d'énergie de bronze, l'obligeant ainsi à recommencer le niveau et à le terminer lui-même pour obtenir une étoile d'énergie en or. Il y a également des écrans qui montrent au joueur comment faire un mouvement ou se servir des pouvoirs de Mario.
Le gameplay du mode multijoueur a été élargi par rapport à l'opus précédent où le deuxième joueur pouvait utiliser une télécommande Wii pour contrôler un pointeur étoile et aidait ainsi Mario en attrapant des ennemis ou ramasser des fragments d'étoiles pour s'en servir comme projectile. Dans Super Mario Galaxy 2, le deuxième joueur contrôle une Luma orange qui a les mêmes capacités que dans le précédent jeu, mais peut également attaquer des ennemis et collecter des objets et des fruits donnant des pouvoirs.

## Développement

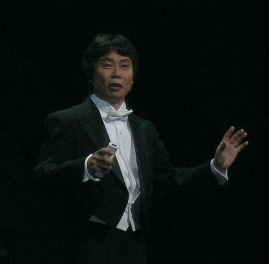
Shigeru Miyamoto (2006), le producteur de Super Mario Galaxy 2.

Après que Nintendo eut fini le développement de Super Mario Galaxy, Shigeru Miyamoto a suggéré à l'équipe de développement qu'une suite pourrait être produite. Il était initialement prévu que le jeu soit juste une version améliorée du premier. Celui-ci était nommé « More Super Mario Galaxy » — et même surnommé « Super Mario Galaxy 1.5 » au début — et son développement devait durer environ un an. Les premiers éléments à avoir été implémentés sont ceux qui avaient été abandonnés dans le premier épisode, comme Yoshi ou la planète en forme de tête de Mario. Peu à peu, de plus en plus d'éléments ont été ajoutés au jeu, qui est finalement devenu une suite à part entière. Son développement a ainsi duré deux ans et demi. Takeshi Hayakawa, le programmeur principal de Super Mario Galaxy 2, a créé un éditeur de niveau qui permettait aux différents membres de l'équipe de développement, dont les designers sonores et visuels, de créer facilement des niveaux sans l'aide des programmeurs. Les conseils donnés au cours du jeu sont une simple option, pour que les joueurs déjà familiers avec le premier opus puissent profiter pleinement de ce nouvel épisode.
Miyamoto a comparé Super Mario Galaxy 2 à The Legend of Zelda: Majora's Mask, expliquant que ces deux jeux partagent le même noyau que leurs prédécesseurs. D'ailleurs, pour apporter une nouveauté de poids à Majora's Mask par rapport à son prédécesseur, The Legend of Zelda: Ocarina of Time, l'équipe responsable de Majora's Mask avait rajouté un « système des trois jours » qui permet de jouer avec le temps, et donc de modifier son environnement. C'est aussi afin de bien faire une distinction entre Super Mario Galaxy 2 et son prédécesseur que les développeurs voulaient d'abord faire tourner le jeu entier autour du concept de switching (« échange »), qui aurait fait complètement changer l'environnement sous certaines conditions. Mais ceci s'est révélé particulièrement difficile à mettre en œuvre à grande échelle et aurait forcé les développeurs à renoncer à d'autres idées. Le concept a donc été appliqué seulement sur certains niveaux, et à petite échelle : les niveaux ne changent plus que sur certains points, comme leur vitesse ou leurs couleurs.
Super Mario Galaxy 2 a été révélé à l'E3 2009, le 2 juin. Il a été dit au cours de la conférence Nintendo privée avec Miyamoto que le développement du jeu était très avancé, mais que sa sortie n'aurait lieu qu'à la mi-2010, en raison de la sortie de New Super Mario Bros. Wii fin 2009. Miyamoto a aussi déclaré que le contenu du jeu était nouveau à 95–99 %, le reste étant tiré de Super Mario Galaxy. Le président et CEO de Nintendo of America, Reggie Fils-Aime, a annoncé dans une interview que cette suite serait plus difficile que le premier opus, tandis que Miyamoto a soutenu dans une interview au magazine Wired qu'il serait moins axé sur le scénario. Miyamoto avait déjà évoqué la possibilité que le jeu puisse proposer un « Super Guide », comme dans New Super Mario Bros. Wii. Ceci a été confirmé par Bill Trinen, directeur de la gestion des produits de Nintendo, qui a fait valoir que cette fonctionnalité — finalement nommée « Guide cosmique » — allait être différente de ce que New Super Mario Bros. Wii proposait.
C'est le 24 février 2010, au Nintendo Media Summit 2010, que le jeu a pour la première fois été rendu jouable. Un trailer a également été révélé, ainsi que sa date de sortie américaine : le 23 mai 2010,. Les versions japonaise, européenne et australienne du jeu étaient fournies avec un manuel d'instructions au format DVD.

## Musique
Tout comme son prédécesseur, Super Mario Galaxy 2 dispose d'une bande son jouée par un orchestre symphonique, Mario Galaxy Orchestra, avec 60 musiciens recrutés pour cette version 2. Au début du développement, quand l'équipe envisageait encore un « Super Mario Galaxy 1.5 », il n'était pas prévu de musiques différentes de celles de Super Mario Galaxy. Mais peu à peu, l'équipe responsable du son, dirigée par Mahito Yokota, a pris conscience du fait que des musiques inédites étaient nécessaires pour accompagner les nouveaux mécanismes de jeu. Bien qu'ils fussent hésitants à avoir recours ou non à l'orchestre symphonique en raison des difficultés liées à l'enregistrement, le producteur général Shigeru Miyamoto a immédiatement donné son accord — selon Yokota, Miyamoto pensait que les joueurs s'attendraient à une bande son orchestrale. Miyamoto a également suggéré que les joueurs voudraient entendre des arrangements de la musique de Super Mario Galaxy, et c'est pourquoi la bande son est un mélange de nouvelles musiques et d'arrangements du premier épisode mais aussi de nombreux autres jeux Mario tels que Super Mario World et Super Mario 64. Ryo Nagamatsu, qui avait déjà travaillé sur Wii Sports Resort et New Super Mario Bros. Wii, a contribué à neuf morceaux de la bande son.
Koji Kondo, compositeur pour Nintendo, a recruté 60 musiciens pour l'orchestre — soit 10 de plus que pour Super Mario Galaxy — et 10 musiciens supplémentaires pour donner un style big band à la musique, avec des trompettes, des trombones, des saxophones et des batteries pour un total de 70 musiciens. Kondo était conseiller et superviseur, tandis que l'orchestre était dirigé par Taizo Takemoto, connu pour sa participation au Smash Bros. Concert en 2002. Kondo a également contribué à cinq morceaux. 
| Super Mario Galaxy 2 : Disque 1 | Super Mario Galaxy 2 : Disque 1 | Super Mario Galaxy 2 : Disque 1 | Super Mario Galaxy 2 : Disque 1 | Super Mario Galaxy 2 : Disque 1 | Super Mario Galaxy 2 : Disque 1 | Super Mario Galaxy 2 : Disque 1 | Super Mario Galaxy 2 : Disque 1 | Super Mario Galaxy 2 : Disque 1 | Super Mario Galaxy 2 : Disque 1 |
| No                              | Titre                           | Durée                           |                                 |                                 |                                 |                                 |                                 |                                 |                                 |
| ------------------------------- | ------------------------------- | ------------------------------- | ------------------------------- | ------------------------------- | ------------------------------- | ------------------------------- | ------------------------------- | ------------------------------- | ------------------------------- |
| 1.                              | Overture                        | 1:26                            |                                 |                                 |                                 |                                 |                                 |                                 |                                 |
| 2.                              | Another Story                   | 1:31                            |                                 |                                 |                                 |                                 |                                 |                                 |                                 |
| 3.                              | The Lost Child                  | 0:36                            |                                 |                                 |                                 |                                 |                                 |                                 |                                 |
| 4.                              | The Power of the Stars          | 0:06                            |                                 |                                 |                                 |                                 |                                 |                                 |                                 |
| 5.                              | Sky Island                      | 2:27                            |                                 |                                 |                                 |                                 |                                 |                                 |                                 |
| 6.                              | Dino Pakkun Jr.                 | 1:17                            |                                 |                                 |                                 |                                 |                                 |                                 |                                 |
| 7.                              | Unknown Star                    | 1:20                            |                                 |                                 |                                 |                                 |                                 |                                 |                                 |
| 8.                              | The Starship Appears            | 0:41                            |                                 |                                 |                                 |                                 |                                 |                                 |                                 |
| 9.                              | Mario Starship, Dispatch!       | 1:27                            |                                 |                                 |                                 |                                 |                                 |                                 |                                 |
| 10.                             | Yoshi Appears                   | 0:08                            |                                 |                                 |                                 |                                 |                                 |                                 |                                 |
| 11.                             | Yoster                          | 2:07                            |                                 |                                 |                                 |                                 |                                 |                                 |                                 |
| 12.                             | Starship Mario 1                | 2:06                            |                                 |                                 |                                 |                                 |                                 |                                 |                                 |
| 13.                             | World 1 & 2                     | 2:09                            |                                 |                                 |                                 |                                 |                                 |                                 |                                 |
| 14.                             | The Starship Travels            | 2:16                            |                                 |                                 |                                 |                                 |                                 |                                 |                                 |
| 15.                             | Dig-Dig Mine                    | 2:48                            |                                 |                                 |                                 |                                 |                                 |                                 |                                 |
| 16.                             | Dig-Dig Leg                     | 2:25                            |                                 |                                 |                                 |                                 |                                 |                                 |                                 |
| 17.                             | Red-Blue                        | 1:01                            |                                 |                                 |                                 |                                 |                                 |                                 |                                 |
| 18.                             | Square Timber                   | 2:10                            |                                 |                                 |                                 |                                 |                                 |                                 |                                 |
| 19.                             | Tips TV                         | 0:35                            |                                 |                                 |                                 |                                 |                                 |                                 |                                 |
| 20.                             | A-wa-wa-wa!                     | 0:38                            |                                 |                                 |                                 |                                 |                                 |                                 |                                 |
| 21.                             | Jungle Glider                   | 2:23                            |                                 |                                 |                                 |                                 |                                 |                                 |                                 |
| 22.                             | Get Power Star                  | 0:11                            |                                 |                                 |                                 |                                 |                                 |                                 |                                 |
| 23.                             | Star Creek                      | 3:30                            |                                 |                                 |                                 |                                 |                                 |                                 |                                 |
| 24.                             | Dash Yoshi                      | 1:30                            |                                 |                                 |                                 |                                 |                                 |                                 |                                 |
| 25.                             | World 3                         | 1:57                            |                                 |                                 |                                 |                                 |                                 |                                 |                                 |
| 26.                             | Forest Inhabitants              | 0:50                            |                                 |                                 |                                 |                                 |                                 |                                 |                                 |
| 27.                             | Slide                           | 2:42                            |                                 |                                 |                                 |                                 |                                 |                                 |                                 |
| 28.                             | White Snow                      | 2:33                            |                                 |                                 |                                 |                                 |                                 |                                 |                                 |
| 29.                             | Pipe Room                       | 1:00                            |                                 |                                 |                                 |                                 |                                 |                                 |                                 |
| 30.                             | Ball Rolling                    | 1:02                            |                                 |                                 |                                 |                                 |                                 |                                 |                                 |
| 31.                             | Cloud Garden                    | 3:41                            |                                 |                                 |                                 |                                 |                                 |                                 |                                 |
| 32.                             | Megahammer                      | 2:15                            |                                 |                                 |                                 |                                 |                                 |                                 |                                 |
| 33.                             | Starship Mario 2                | 2:07                            |                                 |                                 |                                 |                                 |                                 |                                 |                                 |
| 34.                             | World 4                         | 2:24                            |                                 |                                 |                                 |                                 |                                 |                                 |                                 |
| 35.                             | Honey Bee Village               | 2:41                            |                                 |                                 |                                 |                                 |                                 |                                 |                                 |
| 36.                             | Wanwan Factory                  | 2:04                            |                                 |                                 |                                 |                                 |                                 |                                 |                                 |
| 37.                             | Glamdozer                       | 2:00                            |                                 |                                 |                                 |                                 |                                 |                                 |                                 |
| 38.                             | Flickering Blocks               | 0:56                            |                                 |                                 |                                 |                                 |                                 |                                 |                                 |
| 65:00                           |                                 |                                 |                                 |                                 |                                 |                                 |                                 |                                 |                                 |

| Super Mario Galaxy 2 : Disque 2 | Super Mario Galaxy 2 : Disque 2 | Super Mario Galaxy 2 : Disque 2 | Super Mario Galaxy 2 : Disque 2 | Super Mario Galaxy 2 : Disque 2 | Super Mario Galaxy 2 : Disque 2 | Super Mario Galaxy 2 : Disque 2 | Super Mario Galaxy 2 : Disque 2 | Super Mario Galaxy 2 : Disque 2 | Super Mario Galaxy 2 : Disque 2 |
| No                              | Titre                           | Durée                           |                                 |                                 |                                 |                                 |                                 |                                 |                                 |
| ------------------------------- | ------------------------------- | ------------------------------- | ------------------------------- | ------------------------------- | ------------------------------- | ------------------------------- | ------------------------------- | ------------------------------- | ------------------------------- |
| 1.                              | Sky Beach                       | 3:11                            |                                 |                                 |                                 |                                 |                                 |                                 |                                 |
| 2.                              | Teleporter                      | 0:40                            |                                 |                                 |                                 |                                 |                                 |                                 |                                 |
| 3.                              | Sky Beach ~Underwater~          | 1:47                            |                                 |                                 |                                 |                                 |                                 |                                 |                                 |
| 4.                              | Koopa's Lava Empire             | 2:16                            |                                 |                                 |                                 |                                 |                                 |                                 |                                 |
| 5.                              | Get Grand Star                  | 0:17                            |                                 |                                 |                                 |                                 |                                 |                                 |                                 |
| 6.                              | World 5                         | 1:59                            |                                 |                                 |                                 |                                 |                                 |                                 |                                 |
| 7.                              | Lightning Sea of Clouds         | 3:02                            |                                 |                                 |                                 |                                 |                                 |                                 |                                 |
| 8.                              | Crazy Gravity                   | 1:15                            |                                 |                                 |                                 |                                 |                                 |                                 |                                 |
| 9.                              | Ghost Conveyor                  | 1:43                            |                                 |                                 |                                 |                                 |                                 |                                 |                                 |
| 10.                             | Flowing Star Sand               | 3:07                            |                                 |                                 |                                 |                                 |                                 |                                 |                                 |
| 11.                             | Sandron                         | 1:16                            |                                 |                                 |                                 |                                 |                                 |                                 |                                 |
| 12.                             | Koopa Jr's Fortress             | 1:52                            |                                 |                                 |                                 |                                 |                                 |                                 |                                 |
| 13.                             | Starship Mario 3                | 2:06                            |                                 |                                 |                                 |                                 |                                 |                                 |                                 |
| 14.                             | World 6                         | 2:08                            |                                 |                                 |                                 |                                 |                                 |                                 |                                 |
| 15.                             | Magma Monster                   | 2:28                            |                                 |                                 |                                 |                                 |                                 |                                 |                                 |
| 16.                             | Nostalgic Fortress              | 2:32                            |                                 |                                 |                                 |                                 |                                 |                                 |                                 |
| 17.                             | Sweet Mystery                   | 1:24                            |                                 |                                 |                                 |                                 |                                 |                                 |                                 |
| 18.                             | Challenge Glider                | 2:23                            |                                 |                                 |                                 |                                 |                                 |                                 |                                 |
| 19.                             | Gobblegut                       | 1:57                            |                                 |                                 |                                 |                                 |                                 |                                 |                                 |
| 20.                             | Earth Bottom Cave               | 1:33                            |                                 |                                 |                                 |                                 |                                 |                                 |                                 |
| 21.                             | The King of Kings               | 1:29                            |                                 |                                 |                                 |                                 |                                 |                                 |                                 |
| 22.                             | Clock Time Attack               | 3:27                            |                                 |                                 |                                 |                                 |                                 |                                 |                                 |
| 23.                             | World S                         | 2:49                            |                                 |                                 |                                 |                                 |                                 |                                 |                                 |
| 24.                             | Tension                         | 0:38                            |                                 |                                 |                                 |                                 |                                 |                                 |                                 |
| 25.                             | The New Galactic Empire         | 3:12                            |                                 |                                 |                                 |                                 |                                 |                                 |                                 |
| 26.                             | Koopa, the Great Mighty King    | 2:58                            |                                 |                                 |                                 |                                 |                                 |                                 |                                 |
| 27.                             | Fateful Decision Battle         | 2:47                            |                                 |                                 |                                 |                                 |                                 |                                 |                                 |
| 28.                             | A Significant Other             | 0:37                            |                                 |                                 |                                 |                                 |                                 |                                 |                                 |
| 29.                             | Super Mario Galaxy 2            | 3:50                            |                                 |                                 |                                 |                                 |                                 |                                 |                                 |
| 30.                             | The Tico and the Hat            | 1:52                            |                                 |                                 |                                 |                                 |                                 |                                 |                                 |
| 31.                             | Green Star                      | 2:04                            |                                 |                                 |                                 |                                 |                                 |                                 |                                 |
| 32.                             | Theme of SMG2                   | 2:00                            |                                 |                                 |                                 |                                 |                                 |                                 |                                 |
| 66:39                           |                                 |                                 |                                 |                                 |                                 |                                 |                                 |                                 |                                 |

## Accueil

### Critiques
Super Mario Galaxy 2 a reçu des critiques unanimement positives qui ont salué sa créativité et les améliorations techniques apportées par rapport au premier épisode. Il a obtenu une moyenne de 97,12 % sur GameRankings et de 97/100 sur Metacritic, faisant de lui l'un des jeux les mieux notés sur chacun de ces sites,.
Tom McShea de GameSpot a déclaré que Super Mario Galaxy 2 établissait « un nouveau standard des jeux de plates-formes » et lui a donné la note maximale. Cette récompense n'avait été attribuée qu'à six autres jeux dans l'histoire du site. Le jeu a également reçu la meilleure note de la part du magazine Edge et de IGN,. Pour GameTrailers, « il y a quelque chose de formidable pour à peu près tout le monde et les jeux que nous pouvons vraiment recommander à presque tout le monde sont rares ».
Ryan Davis, de Giant Bomb, a particulièrement loué le level design du titre et a fait valoir que ceux qui l'ont élaboré ont été « plus audacieux » que dans le premier volet, tandis que Chris Kohler de Wired a souligné qu'il serait possible de faire des jeux entiers en se basant sur les concepts de chaque niveau. Justin Haywald, de 1UP.com, a qualifié la bande son étoffée de « considérable ». GamesRadar+ a salué les graphismes, arguant que malgré les limitations techniques de la Wii, Galaxy 2 « comprend comment tirer le meilleur parti de la technologie vieillissante, dont presque tous les défauts graphiques sont lissés ou couverts, vous laissant le titre le plus beau de la Wii à ce jour ». Pour sa part, Andrew Pfister, de X-Play, accorde à Super Mario Galaxy 2 la note de 5/5, le désignant comme « l'aboutissement de 20 ans de jeux Mario dans un jeu de plates-formes créatif et remarquablement bien fait ». La presse francophone est également très élogieuse : Gamekult salue « un mètre-étalon de la plate-forme 3D construit de main de maître », et Jeuxvideo.com conclut que « le mode coopératif amélioré et la longévité accrue de cet épisode le rendent plus que jamais incontournable »,.
En marge de tous ces compliments, certaines critiques ont regretté la difficulté du jeu et sa similitude avec Super Mario Galaxy. Gamekult déplore « une certaine impression de réchauffé » pour les joueurs connaissant bien le premier épisode. Chris Scullion, rédacteur pour l'Official Nintendo Magazine, l'a qualifié de « nouveau meilleur jeu de la Wii » tout en soulignant que l'effet de surprise du premier épisode n'est plus là. Matt Helgeson de Game Informer a fait valoir que certains défis pouvaient être « frustrants », particulièrement vers la fin du jeu. De même, Ben PerLee de GamePro a remarqué que « la difficulté importante et la nécessité d'une grande maîtrise pourraient faire décrocher les nouveaux fans ». Chris DeAngelus de Worthplaying a cependant noté qu'« il y a très peu de moments où votre mort semble être une conséquence d'une mauvaise conception des niveaux plus que d'une erreur de votre part, ce qui diminue la frustration qu'on peut ressentir ».

### Ventes
Au Japon, Super Mario Galaxy 2 s'est vendu à 143 000 exemplaires le jour de sa sortie et à 340 000 durant sa première semaine, soit 90 000 de plus que Super Mario Galaxy. En Amérique du Nord, le jeu s'est vendu à 650 000 exemplaires durant le mois de mai 2010. Entre avril et juin de la même année, on comptait 4 090 000 exemplaires vendus à travers le monde.
Au 16 juillet 2010, il s'était vendu un million de jeux aux États-Unis. Au mois d'avril 2011, ce sont 6,36 millions d'exemplaires qui s'étaient vendus dans le monde entier. En 2015, il s'est vendu à 7.67 million d exemplaires dans le monde.

### Récompenses
Super Mario Galaxy 2 a été sacré « Jeu de l'année » 2010 par Nintendo Power, GamesMaster, Official Nintendo Magazine, Edge, GamesTM, Destructoid et Metacritic. Il a été nommé « Jeu Wii de l'année » par IGN, GameTrailers, GameSpot, 1UP.com et de nombreuses autres publications. En décembre 2010, IGN a désigné Super Mario Galaxy 2 comme le meilleur jeu Wii, surpassant ainsi son prédécesseur. Super Mario Galaxy 2 a également été nommé aux Kids' Choice Awards 2011, mais a perdu face à Just Dance 2.